# Tiberius Charles Mugendi
Tiberius Charles Mugendi (* 28. August 1922 in Ebulemya; † 17. Dezember 1993) war ein kenianischer römisch-katholischer Geistlicher und Bischof von Kisii.

## Leben
Tiberius Charles Mugendi empfing am 7. Dezember 1947 das Sakrament der Priesterweihe für das Apostolische Vikariat Kisumu.
Am 15. November 1969 ernannte ihn Papst Paul VI. zum Bischof von Kisii. Der Apostolische Pro-Nuntius in Kenia, Erzbischof Pierluigi Sartorelli, spendete ihm am 24. Februar 1970 im Stadion von Kisii die Bischofsweihe; Mitkonsekratoren waren der Koadjutorerzbischof von Nairobi, Maurice Michael Otunga, und der Bischof von Kisumu, Joannes de Reeper MHM.